# Miltochrista intensa
Miltochrista intensa là một loài bướm đêm thuộc phân họ Arctiinae, họ Erebidae.